# Бегун (сервис)
Begun (по-русски: «Бегун») — российский сервис контекстной рекламы по ключевым словам на площадках Рунета. Основными особенностями системы являлись оплата за клик, релевантность, аукционная система оплаты рекламного объявления.

## История
Начало работы системы датируется 2002 годом. Основателями компании являются Андрей Андреев (Оганджанянц) и Алексей Басов. По данным исследования TNS Web Index, ежемесячная аудитория рекламной сети Begun (без учета внешних сервисов и мобильных платформ) составляла 27 млн пользователей, а дневная аудитория — около 12 млн (Web Index-Россия 100 000+, аудитория 12-54 года, май 2011). В 2003 году начал свою работу аналитический центр «Бегун», в обязанности которого входило регулярное исследование рынка интернет-рекламы. В рамках своей образовательной деятельности «Бегун» регулярно проводил обучающие семинары в разных городах России, Украины и Казахстана.
С ноября 2007 года «Бегун» применял социально-демографические параметры в работе сервиса, учитывая информацию о поле и возрасте некоторых пользователей, совершивших переход по объявлению. Среди медиапартнеров компании — Mail.ru, Rambler.ru, Google, Афиша, Yahoo!, ЖЖ, Одноклассники.ru и др., всего более 150 тыс. сайтов. Сервис позволял транслировать рекламу в других системах, таких как Яндекс. Директ, Google Adwords и пр.
«Бегун» являлся одним из самых доступных способов монетизации сайтов для веб-мастеров, ориентирующихся на российский сегмент Интернета (порог входа был 100 посетителей в день для сайтов на платном хостинге). Это позволяло массово использовать «Бегуна» веб-мастерами для заработка. В системе насчитывалось более 50 тысяч площадок. В связи с этим, среди специалистов агентств Интернет-рекламы, бытовало мнение об эффективности размещения рекламы в системе «Бегун» для покупки трафика. Интерфейс рекламной кампании системы «Бегун» позволял достаточно гибко манипулировать источниками показов объявлений и качеством привлекаемых на сайт посетителей.
Дилерская сеть «Бегуна» включала в себя свыше 2500 рекламных агентств в 16 странах мира, в том числе в Китае и ЮАР. Но основные клиенты и партнеры компании были расположены в России и СНГ.
Контрольным акционером компании являлась объединённая компания Афиша-Рамблер-SUP. Холдинг Афиша-Рамблер-SUP занимает позицию в ТОП-20 медиахолдингов по охвату в Рунете.
В январе 2010 года «Бегун» стал авторизованным реселлером Google AdWords в России. В июне 2011 года «Бегун» получил возможность размещать объявления на «Рамблере» и через Яндекс.Директ. Эти же объявления могут при желании клиентов транслироваться на поиск Яндекса и на сайты рекламной сети на общих основаниях. Таким образом, «Бегун» c некоторыми ограничениями стал перепродавцом (ресселером) контекстной рекламы Яндекс.Директ.
«Бегун» предоставлял не только услуги контекстной рекламы. Компания предлагала рекламодателям широкую линейку продуктов для продвижения в интернете. Это были классические текстовые или текстово-графические объявления в поиске и на тематических сайтах, графические баннеры, реклама на мобильных устройствах и в видео, геоконтекстная реклама (на базе геолокационной технологии компании AlterGeo; о запуске данной услуги объявлено в октябре 2011 года). «Бегун» являлся единственным сервисом, транслирующим рекламу на все крупнейшие поисковые системы Рунета: «Яндекс», Поиск@Mail.ru, «Рамблер», Google и Yahoo!.
Весной 2013 года в рамках объединения с сервисом сравнения цен Price.ru для интернет-магазинов появилась возможность загрузки прайс-листов на Price.ru через платформу «Бегуна».
В сентябре 2013 года произошла смена технологической платформы для управления контекстными рекламными кампаниями. Платформа называлась Бегун.Смарт.